# Холмуродов, Зафар
Зафар Холмуродов (узб. Zafar Xolmurodov; 15 октября 1976 года) — узбекский футболист, нападающий.

## Карьера игрока
Зафар Холмуродов большую часть в своей карьере играл за каршинский «Насаф», где добился наибольшего успеха.
В различные годы играл за клубы «Машъал», «Динамо» (Самарканд), «Хорезм». Завершил карьеру игрока в клубе «Алмалык».
25 мая 2012 года в матче «Алмалык» — «Металлург» забил свой 200 гол. Он является первым в истории узбекского футбола игроком забившим 200 голов в чемпионатах Узбекистана.

### Сборная Узбекистана
18 мая 2000 года в матче против Таиланда дебютировал за сборную Узбекистана. Всего сыграл 9 игр.

## Карьера тренера
В 2013 году вошёл в тренерский штаб клуба «Насаф», позже начал тренировать молодёжный состав клуба.

## Достижения
- Бронзовый призёр чемпионата Узбекистана (5): 2000, 2001, 2005,2006,2010
- Финалист Кубка Узбекистана: 2002/2003